# Chris Kaula
 Christoph „Chris“ Kaula (* 1990 in Frankfurt am Main) ist ein deutscher Fotograf und Biologe.

## Biographie
Kaula wuchs in Mittelhessen auf. Seit 2008 ist er fotografisch aktiv. Im Jahr 2013 machte er seinen Bachelor in Biologie und reiste für seine Arbeitsgruppe auf die Falklandinseln. 
2019 startete er einen YouTube-Kanal, auf dem er regelmäßig Videos zur Wildtierfotografie hochlädt. Außerdem setzt er sich für den Umweltschutz ein.
Er ist Mitglied der Hessischen Gesellschaft für Ornithologie und Naturschutz, der Deutschen Arbeitsgemeinschaft zum Schutz der Eulen und der Gesellschaft für Naturfotografie.
Kaula belegte im Jahre 2020 beim Wettbewerb Europäischer Naturfotograf des Jahres den ersten Platz in der Kategorie „Säugetiere“.

## Publikationen
- Heimische Tiere. Unterwegs mit Chris Kaula. Wiesner Medien GmbH, Müden/Örtze 2021, ISBN 978-3-9822506-1-8
- mit Jessica Winter: Die geheime Welt der Pinguine. Lübbe, Köln 2020, ISBN 978-3-431-05008-0
- mit Richard Zink und Jessica Winter: Habichtskauz Wiederansiedlung in Österreich: ein Urwaldbewohner kehrt zurück. Österreichische Vogelwarte 2019. ISBN 978-3-200-06370-9
- mit Katharina Maurer: Rotkehlchen Robin und die Tiere im Winter. Grundschulliebe Verlag, Österreich 2021, ISBN 978-3-200-07902-1
- Fotografieren in der Stadt. Das Workshop-Buch. Architektur, Street, urbane Natur. Straßenmotive entdecken und kreativ fotografieren. 1. Auflage. Rheinwerk, Bonn 2022, ISBN 978-3-8362-8680-0 (343 S., zusammen mit Guido Klumpe, Felix Röser, Stefan Schäfer, Roland Seichter, Christian Wappl, Marcello Zerletti).